# Scheepsafvalstoffenverdrag
Het Scheepsafvalstoffenverdrag (SAV) werd op 9 september 1996 gesloten tussen de zes Europese Rijnvaartlanden: België, Duitsland, Frankrijk, Luxemburg, Nederland en Zwitserland (officiële afkorting CDNI : Convention relative à la collecte, au dépôt et à la réception des Déchets survenant en Navigation rhénane et Intérieure). De delen B en C van het verdrag traden op 1 november 2009 in werking. Op 1 januari 2011 trad ook deel A in werking.
Het doel van het verdrag is kwaliteit van de binnenwateren te beschermen op een wijze die geen schade toebrengt aan de mobiliteit over deze binnenwateren. Het bevat drie delen:
- Deel A over olie- en vethoudende scheepsbedrijfsafvalstoffen;
- Deel B over lading, ladingresten en ladingrestanten;
- Deel C over overig scheepsbedrijfsafval en afval van de passagiers- en hotelschepen.

België, Nederland en Duitsland zullen het verdrag voor al hun binnenwateren laten gelden. De andere verdragsluitende landen hebben het toepassingsgebied beperkt.

## Inhoud

### Deel A
Om te vermijden dat scheepsexploitanten olie- en vethoudend afval in de waterweg zouden brengen in plaats van ze tegen betaling af te geven aan inzamelpunten is de scheepsexploitant vanaf 1 januari 2011 verplicht om een (voorlopig) bedrag van 7,50 euro (excl. BTW) te betalen voor elke 1.000 liter gasolie die gebunkerd wordt. In ruil daarvoor kunnen de schippers hun olie- en vethoudend scheepsbedrijfsafval gratis afgeven aan de door de overheid aangeduide inzamelpunten. De schippers hebben er daardoor baat bij om in te gaan op het aanbod van gratis afgifte omdat zij reeds betaald hebben.

### Deel B
Een groot probleem voor de binnenschipper is dat het ruim van zijn schip onvoldoende gelost wordt of dat er zich restanten van de lading op het gangboord bevinden. De schipper is dan verplicht om de resten van de lading en de ladingrestanten zelf te verwijderen. Hierbij kan de verleiding groot zijn om deze ladingrestanten in de vaarweg te laten terechtkomen. Daarom heeft men de verplichting om de restlading en de ladingrestanten te verwijderen bij de opdrachtgever (vloeibare lading of gasvormig) dan wel de ladingontvanger (droge lading) gelegd. Zij moeten ervoor zorgen dat het ruim zich na het lossen in dezelfde staat bevindt als het was voor het laden van het schip en zij dienen de kosten ervan te dragen. Hiervan dient een bewijs te worden opgesteld, namelijk de "losverklaring" die gedurende zes maanden aan boord van het schip moet blijven.

### Deel C
Voor de hotel- en passagiersschepen werd een regeling uitgewerkt met een ruime overgangsperiode. Het huishoudelijk afvalwater dat deze schepen voortbrengen mogen zij niet meer in de binnenwateren lozen maar moeten zij afgeven aan een inzamelpunt zodat het gereinigd kan worden. Een andere mogelijkheid bestaat in de aanschaf van een reinigingsinstallatie aan boord van het schip waarna er enkel nog slops overblijven die vervolgens moeten worden afgegeven. Voor hotel- en passagiersschepen met meer dan 50 bedden (of plaatsen) gaat de regeling in binnen vijf jaar. In die vijf jaar moeten verdragstaten ervoor zorgen dat er voldoende inzamelpunten bestaan. De verplichting tot het opzetten van voldoende inzamelpunten geldt tevens voor het ander scheepsbedrijfsafval.